# Dragão Caixa
Il Dragão Caixa è il più importante palazzetto dello sport della città di Porto in Portogallo. Ha una capienza di 2.179 posti ed è localizzata nei pressi dello Estádio do Dragão. 
L'impianto venne inaugurato il 23 aprile 2009 .
Di proprietà del Futebol Clube do Porto ospita le gare casalinghe delle sezioni di hockey su pista, pallacanestro e pallamano della polisportiva.
Il progetto di costruzione è stato realizzato in collaborazione con la banca statale portoghese Caixa Geral de Depósitos, che ha ottenuto i diritti di denominazione.

## Eventi ospitati
- Final Four CERH European League 2012-2013
- Final Four Eurolega 2017-2018